# Большая Камышная
Большая Камышная (в низовье — Искитимка) — река в России, протекает в городе Кемерово и Кемеровском районе Кемеровской области.
Устье реки находится в 275 км от устья реки Томи по левому берегу. Длина реки составляет 37 км.

## Бассейн
- Суховский
- 5 км: Куро-Искитим
  - 5 км: Малая Винокурка
  - 8 км: Удельная
  - 8 км: Прямая
    - 5 км: Глухая
    - 8 км: Горячинский Лог
- 14 км: Малая Камышная
- 25 км: Мазуровка
- 31 км: Топкая
- 37 км: Крутая

Морфометрические показатели:
Средняя скорость 0,23 м/с. Средняя глубина 0,31 м. Средняя ширина 7,4 м.

## Данные водного реестра
По данным государственного водного реестра России относится к Верхнеобскому бассейновому округу, водохозяйственный участок реки — Томь от города Новокузнецк до города Кемерово, речной подбассейн реки — Томь. Речной бассейн реки — (Верхняя) Обь до впадения Иртыша.